# Sideritis phlomoides
Sideritis phlomoides là một loài thực vật có hoa trong họ Hoa môi. Loài này được Boiss. & Balansa miêu tả khoa học đầu tiên năm 1859.